# Entrages
Entrages település Franciaországban, Alpes-de-Haute-Provence megyében. Lakosainak száma 100 fő (2022. január 1.). Entrages Beynes, Châteauredon, Chaudon-Norante és Digne-les-Bains községekkel határos.

## Népesség
A település népességének változása:
| Lakosok száma | 75   | 65   | 92   | 111  | 112  | 108  | 104  | 102  | 100  | 100  |
|               | 1968 | 1982 | 1990 | 2006 | 2013 | 2015 | 2017 | 2019 | 2020 | 2022 |